# Susan Campbell Bartoletti
Susan Campbell Bartoletti (Harrisburg, 18 de novembre de 1958) és una escriptora estatunidenca de literatura infantil l'obra de la qual inclou Kids on Strike! i Hitler Youth: Growing Up in Hitler's Shadow.

## Obres

### No-ficció
- Growing Up in Coal Country (1996)
- Kids on Strike! (1999)
- Black Potatoes: The Story of the Great Irish Famine, 1845 to 1850 (2001) - Robert F. Sibert Informational Book Medal winner, 2002
- The Flag Maker (2004)
- Hitler Youth: Growing Up in Hitler's Shadow (2005) - a Newbery Honor Book 2006
- They Called Themselves The K.K.K : The Birth of an American Terrorist Group (2010)

### Ficció
- Silver at Night (1994)
- Dancing with Dziadziu (1997)
- No Man's Land: A Young Soldier's Story (1999)
- A Coal Miner's Bride : The Diary of Anetka Kaminska (2000), Dear America Series
- The Christmas Promise (2001), Blue Sky Press[1]
- The Journal of Finn Reardon : A Newsie (2003), My Name is America Series
- Nobody's Nosier Than a Cat (2003)
- Nobody's Diggier than a Dog (2005)
- The Boy Who Dared (2008)
- Naamah and the Ark at Night (2011)